# 僕たちはひとつの光/Future style
- ラブライブ! > μ's > 僕たちはひとつの光/Future style
- ラブライブ! > ラブライブ!のディスコグラフィ > 僕たちはひとつの光/Future style

「僕たちはひとつの光/Future style」（ぼくたちはひとつのひかり/フューチャースタイル）は、2015年7月15日にLantisから発売されたμ'sによるシングルで、楽曲は劇場版『ラブライブ！The School Idol Movie』の挿入歌およびエンディングテーマ。

## 概要
劇場版『ラブライブ！The School Idol Movie』の挿入歌第3弾。劇中歌を2曲収録した両A面シングル。
表題曲『僕たちはひとつの光』はエンディングテーマとして使用された。挿入歌としても使用されており、ライブパートの途中からエンドロールとなる。もう一つの表題曲「Future style」も挿入歌として使用された。
初回生産分には「μ'sのあなたに会いに行きます！カード」が1枚（全9種）ランダムで付属する。
ジャケットは6月29日に公開された。
作曲者のZAQが2017年6月10日と11日に行われた「スクフェス感謝祭2017」にて、「でかスクフェス」で観客が大合唱するシーンを見た際、「長く愛されている歌なんだね。歌ってくださった皆、ありがとう。」と、『僕たちはひとつの光』に感謝する旨の発言をしている。
キャッチコピーは「いまが最高！」。

## チャート成績・受賞
7月14日付のオリコンデイリーランキングでは約4.0万枚を売り上げ2位にランクイン。翌日7月15日付では2.3万枚を売り上げ1位にランクイン。3作連続でデイリー1位を獲得した。7月27日付のオリコン週間ランキングでは初動9.6万枚を売り上げ週間2位にランクイン。初動売上は『ラブライブ！』の作品としては当時の最高記録であるとともに、キャラクター名義のシングルとしても放課後ティータイムの「NO,Thank You!」を上回り当時の歴代最高初動記録であった。また、「SUNNY DAY SONG/?←HEARTBEAT」6位、「Angelic Angel/Hello,星を数えて」が9位にランクインし、3作同時TOP10入りを記録。同一名義のキャラクターによる3作同時週間TOP10入りは史上初の快挙となった。
サウンドスキャンの週間ランキングでは「Angelic Angel/Hello,星を数えて」「SUNNY DAY SONG/?←HEARTBEAT」に続いて3週連続で1位を獲得した。また、ビルボードにおいてもHOT 100・Hot Singles Sales・Hot Animationの三部門全てで1位を獲得。キャラクターによる三部門全てでのビルボードの首位は「Angelic Angel/Hello,星を数えて」以来となり、わずか2週で2回目の三冠獲得となった。
2019年3月1日にはソニー・ミュージックエンタテインメントのアニメソング人気投票キャンペーン「平成アニソン大賞」において、「僕たちはひとつの光」が映画主題歌賞（2010年 - 2019年）に選出された。

## 収録曲
- 全作詞：畑亜貴
- CD

1. 僕たちはひとつの光
  - 作曲：ZAQ、編曲：EFFY
  - 歌：μ's
  - 劇場版『ラブライブ！The School Idol Movie』主題歌・挿入歌
  - 歌詞にはμ'sメンバーの苗字や名前、もしくはその一部が使われている。
  - 楽曲そのものが重大なネタバレとなる扱いであったことと、特別な楽曲という位置づけであることから、パンフレットやプロモーション等で衣装は公開されず、試聴動画も公開されなかった。初めて衣装が雑誌に掲載されたのは『Cut』2015年8月号である。
2. Future style
  - 作曲・編曲：本田光史郎
  - 歌：高坂穂乃果（新田恵海）、南ことり（内田彩）、園田海未（三森すずこ）
  - 劇場版『ラブライブ！The School Idol Movie』挿入歌
  - 「ススメ→トゥモロウ/START:DASH!!」以来となる2年生のみによる楽曲。
3. 僕たちはひとつの光 (Off Vocal)
4. Future style (Off Vocal)